# Paul Dorn (Geologe)
Paul Dorn (* 15. Januar 1901 in Hollfeld; † 12. Juli 1959 in Braunschweig) war ein deutscher Geologe.
Paul Dorn wurde in Oberfranken als Sohn eines Tierarztes (Oberveterinär) geboren. Er studierte 1920 bis 1924 Geologie und Mineralogie an der Universität Erlangen, der Universität Heidelberg und der Universität Breslau. 1929 wurde er in Erlangen habilitiert und ab 1933 war er Dozent für angewandte Geologie (und ab 1936 außerordentlicher Professor) in Tübingen als Nachfolger von Bruno von Freyberg. 1939 wurde er Professor am Mineralogisch-Geologischen Institut der TH Braunschweig. 1952 bis 1956 war er Rektor der TH Braunschweig. Seit 1949 war er Mitglied der Braunschweigischen Wissenschaftlichen Gesellschaft.
Dorn ist bekannt als Verfasser eines Standardwerks über die Geologie Mitteleuropas und befasste sich insbesondere mit der Geologie der Fränkischen Alb. 
Ihm zu Ehren wurden die Dr.-Dorn-Straße an seinem Geburtsort Hollfeld sowie die Dornstraße in Braunschweig benannt. Ferner ist er Namensgeber für den Dorngletscher in der Antarktis.

## Schriften
- mit Franz Lotze: Geologie Mitteleuropas. Schweizerbart, 1951, 4. Auflage 1971 (7. Auflage 2007 von Roland Walter, völlige Neubearbeitung).
- Stratigraphisch-paläogeographische Untersuchungen im mittleren und oberen Dogger der Frankenalb. 1939.
- Geologischer Exkursionsführer durch die Frankenalb einige angrenzende Gebiete. Band 1 Spindler (Nürnberg) 1928; Band 2 Palm & Enke (Erlangen) 1929.
- mit anderen: Geologische Karte von Bayern. Bayrisches Geologisches Landesamt 1958.
- Zur Frage der Herkunft des Braunschweiger Burglöwen. 1954.
- mit Adolf Wurm: Das Fichtelgebirger Algonkium und seine Beziehungen zum Algonkium Mitteleuropas. Abh. Geolog. Landesuntersuchung Bayr. Oberbergamt, Band 6, 1932.
- Paläogeographische Studien über das jurassische Posidonienschiefermeer Deutschlands. Tübinger Naturwiss. Abh., Band 15, Ferdinand Enke 1936.